# Pomacanthus maculosus
Pomacanthus maculosus là một loài cá biển thuộc chi Pomacanthus trong họ Cá bướm gai. Loài này được mô tả lần đầu tiên vào năm 1775.

## Từ nguyên
Từ định danh của loài trong tiếng Latinh được dịch nghĩa là "lốm đốm", hàm ý đề cập đến các vệt đốm màu xanh lam thẫm ở trên trán, gáy và nắp mang, và cũng có thể bao gồm các vệt vàng tươi ở giữa thân.

## Phạm vi phân bố và môi trường sống
P. maculosus có phạm vi phân bố ở Tây Bắc Ấn Độ Dương. Loài này được ghi nhận dọc theo các vùng biển bao quanh bán đảo Ả Rập, từ Biển Đỏ vòng xuống phía nam, băng qua bờ biển Oman và Yemen, ngược lên phía bắc đến vịnh Ba Tư; từ vịnh Aden, trải dài theo bờ biển Đông Phi đến Mozambique, bao gồm Seychelles ở ngoài khơi.
Từ năm 2000 đến 2009, loài này đã nhiều lần được quan sát ở ngoài khơi Pompano Beach, West Palm Beach, Boynton Beach, Juno Beach (đều là những thành phố thuộc bang Florida, Hoa Kỳ), nhiều khả năng là do sự phóng thích cá cảnh.

Không những thế, thông qua kênh đào Suez, P. maculosus đã tiến sâu vào phía đông Địa Trung Hải (biển Levant), khi chúng được ghi nhận lần lượt tại bờ biển Liban và Israel, và mở rộng phạm vi ra giữa Địa Trung Hải khi được biết đến thêm tại Malta. 

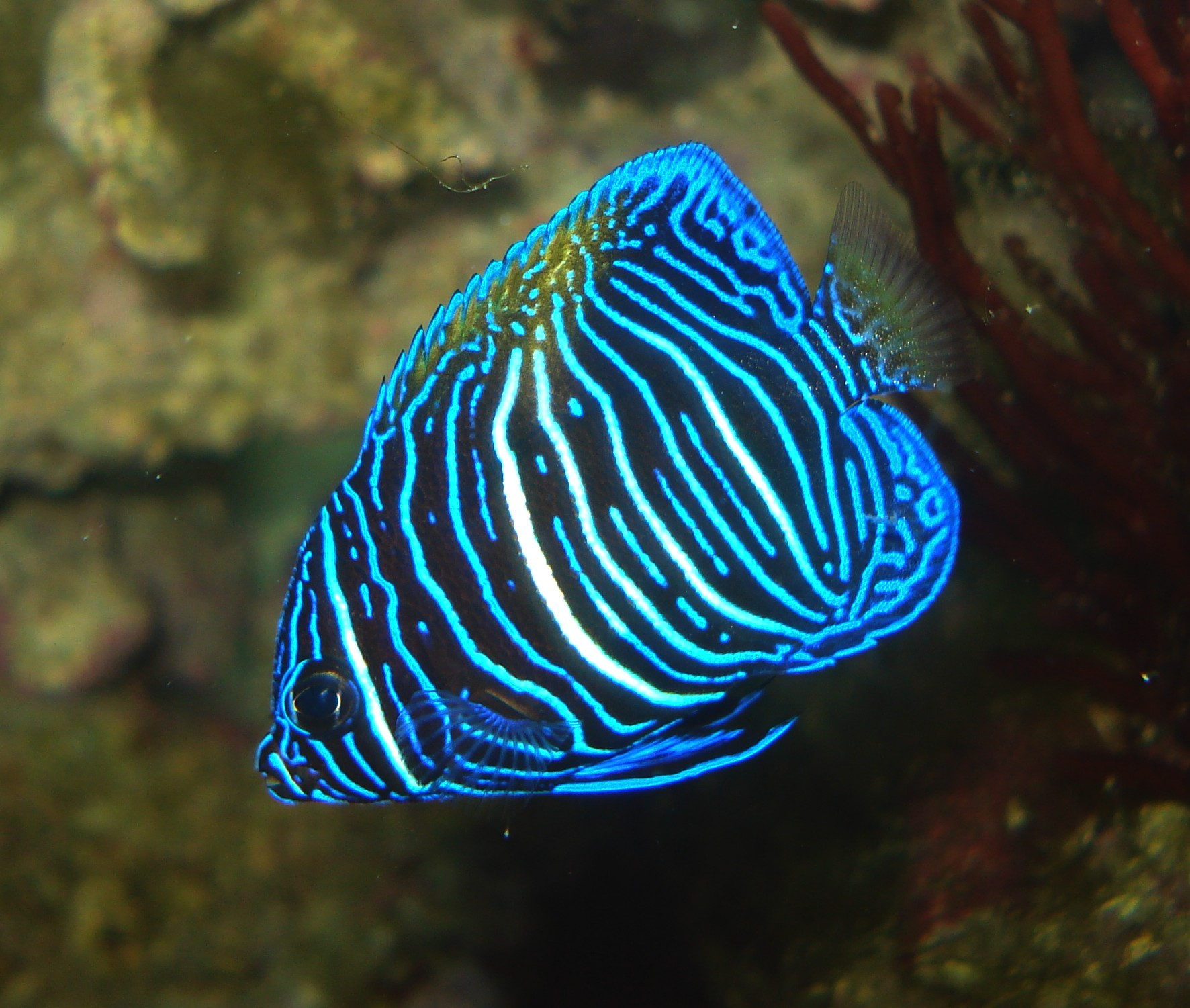
Cá con

P. maculosus sống gần các rạn san hô và mỏm đá ngầm, thường thấy ở vùng biển có đáy bùn, độ sâu khoảng từ 4 đến ít nhất là 50 m.

## Mô tả
P. maculosus có chiều dài cơ thể tối đa được biết đến là 50 cm. Đầu và toàn thân của P. maculosus có màu xanh lam tím với một vệt đốm lớn màu vàng tươi ở giữa thân, trừ vây đuôi màu vàng nhạt (viền xanh lam sáng) và có các vệt màu xanh lam. Vảy ở trán, gáy và nắp mang có màu xanh thẫm hơn. Vây lưng và vây hậu môn có thể phát triển dài vượt qua vây đuôi. Cá con có màu xanh thẫm (gần như đen) với các dải sọc cong màu trắng và xanh óng; vây đuôi trong suốt.
Số gai vây lưng: 12–13; Số tia vây ở vây lưng: 21–23; Số gai vây hậu môn: 3; Số tia vây ở vây hậu môn: 19–20; Số tia vây ở vây ngực: 18–20.

## Sinh thái
Thức ăn chính của P. maculosus là hải miên (bọt biển) và những loài thuộc phân ngành Sống đuôi (hải tiêu). Loài này không tỏ ra sợ hãi khi bơi gần các thợ lặn. Tuổi thọ lớn nhất được biết đến ở chúng là 36 năm tuổi.
Cá thể lai giữa P. maculosus và Pomacanthus semicirculatus đã được quan sát và ghi nhận tại vịnh Aden (thuộc bờ biển Yemen). Ngoài ra, P. maculosus còn lai tạp với hai loài cùng chi là Pomacanthus asfur và Pomacanthus chrysurus, đều đã được ghi nhận tại vùng biển Kenya.
P. maculosus là một loài thường được xuất khẩu trong ngành buôn bán cá cảnh. Tại Bahrain và Qatar, những cá thể lớn còn được bày bán ở các chợ cá.